# Herstory
Herstory (en hangul 허스토리; RR: Heoseutori) es una película surcoreana de 2018 dirigida por Min Kyu-dong. Basada en la historia real de los juicios que tuvieron lugar en Shimonoseki en la década de 1990, la película sigue a un grupo de mujeres de Busan que participaron en un caso judicial contra el gobierno japonés para pedir compensación por el sufrimiento de las mujeres coreanas que se vieron sometidas a esclavitud sexual como mujeres de consuelo por parte de los militares japoneses durante la Segunda Guerra Mundial.

## Reparto
- Kim Hee-ae como Moon Jung-sook.
- Kim Hae-sook como Bae Jung-gil.
- Ye Soo-jung como Park Soon-nyeo.
- Moon Sook como Seo Gwi-soon.
- Lee Yong-nyeo como Lee Ok-joo.
- Kim Sun-young como la presidenta Shin.
- Kim Jun-han como Lee Sang-il.
- Lee Yong-lee como Yoo So-deuk.
- Jung In-gi como Choi.
- Choi Byung-mo como Soon-mo.[5][6]
- Lee Seol como Hye-soo.[7]
- Lee Ji-ha como directora.
- Kim In-woo como juez presidente.
- Yokochi Hiroki como fiscal japonés.
- Park Myung-shin como Jung Dae-hyeob.
- Kim Joo-ah.
- Tasuku Yamanouchi como oficial del consulado Abe.
- Kim Lee-woo como el abogado Hashimoto Shinobu.
- Ri Min como taxista 1.
- Son Kang-gook como guía de Nanjing.
- Oh Chang-kyung como taxista 2.
- Kim Hye-joon como compañera de Hye-soo.
- Lee Yoo-young como Ryu Seon-yeong (cameo).[8]
- Han Ji-min como maestra (cameo).
- Song Young-chang como alcalde de Busan (cameo).
- Jin Seon-kyu como fotógrafo (cameo de voz).
- Park Jung-ja como la Sra. Hong (aparición especial).
- Ahn Se-ha como taxista 3 (aparición especial).[9]
- Jeong Ha-dam como empleado en el apartamento de alquiler para recién casados (aparición especial).
- Kim Yong-shin como locutor de radio y televisión (cameo de voz).

## Estreno y recepción
La película se estrenó en sala en Corea del Sur el 27 de junio de 2018. También se estrenó en julio del mismo año en Taiwán, Singapur, Australia y Nueva Zelanda. Recaudó en su país el equivalente a 2,2 millones de dólares norteamericanos.

### Crítica
Pierce Conran (Screenanarchy) considera la poderosa historia de Herstory como la más conmovedora y sincera, con mucho, del grupo de películas que en los últimos años han abordado el tema de las mujeres de solaz coreanas. Destaca el hecho extraordinario en el cine surcoreana de ser una película protagonizada casi exclusivamente por mujeres, «un grupo formidable de ellas», y señala que es la mejor película de un director consumado como Min Kyu-dong desde su debut con Memento Mori. Concluye escribiendo que «Herstory es una exploración rica, convincente y hábilmente organizada de un importante tema contemporáneo. También es un escaparate maravilloso para el gran número de mujeres intérpretes con talento de la industria cinematográfica de Corea».

## Premios y nominaciones
| Premios                                        | Categoría                 | Candidato     | Resultado | Ref.   |
| ---------------------------------------------- | ------------------------- | ------------- | --------- | ------ |
| 27th Buil Film Awards                          | Mejor actriz              | Kim Hee-ae    | Ganadora  | [ 11 ] |
| 27th Buil Film Awards                          | Mejor actriz de reparto   | Kim Sun-young | Ganadora  | [ 11 ] |
| 27th Buil Film Awards                          | Mejor actor revelación    | Kim Jun-han   | Nominado  | [ 11 ] |
| 55th Grand Bell Awards                         | Mejor actriz              | Kim Hae-sook  | Nominada  | [ 12 ] |
| 55th Grand Bell Awards                         | Mejor actriz de reparto   | Kim Sun-young | Nominada  | [ 12 ] |
| 2nd The Seoul Awards                           | Mejor actriz              | Kim Hee-ae    | Nominada  | [ 13 ] |
| 6th BIFF Asia Star Awards                      | Actriz del año            | Kim Hee-ae    | Ganadora  | [ 14 ] |
| 6th BIFF Asia Star Awards                      | Actriz del año            | Kim Hae-sook  | Ganadora  | [ 14 ] |
| 38th Korean Association of Film Critics Awards | Top 11 Films              | Herstory      | Ganadora  | [ 15 ] |
| 39th Blue Dragon Film Awards                   | Mejor director            | Min Kyu-dong  | Nominado  | [ 16 ] |
| 39th Blue Dragon Film Awards                   | Mejor actriz protagonista | Kim Hee-ae    | Nominada  | [ 16 ] |
| 39th Blue Dragon Film Awards                   | Mejor actriz de reparto   | Kim Sun-young | Nominada  | [ 16 ] |
| 18th Director's Cut Awards                     | Premio Especial Filme     | Herstory      | Ganadora  |        |
| 55th Baeksang Arts Awards                      | Mejor actriz              | Kim Hee-ae    | Nominada  | [ 17 ] |
| 2nd Korea China International Film Festival    | Mejor actriz              | Kim Hee-ae    | Ganadora  |        |
| 24th Chunsa Film Art Awards                    | Mejor actriz              | Kim Hee-ae    | Nominada  | [ 18 ] |
| 24th Chunsa Film Art Awards                    | Mejor actriz de reparto   | Kim Sun-young | Nominada  | [ 18 ] |
| 24th Chunsa Film Art Awards                    | Mejor actor revelación    | Kim Jun-han   | Nominado  | [ 18 ] |